# Adrián Liso
Adrián Liso, né le 2 avril 2005 à Saragosse en Espagne, est un footballeur espagnol qui évolue au poste d'ailier gauche au Getafe CF, en prêt du Real Zaragoza.

## Biographie

### En club
Né à Saragosse en Espagne, Adrián Liso commence le football à l'UD Montecarlo avant d'être formé par le Real Zaragoza. 
Le 17 mars 2024, il fait sa première apparition avec l'équipe première du Real Zaragoza, lors d'une rencontre de championnat face à l'Espanyol de Barcelone. Il entre en jeu et son équipe est battue par un but à zéro,.
Le 17 juin 2024, Adrián Liso prolonge son contrat avec Zaragoza, étant désormais lié au club jusqu'en juin 2029.